# Labidocera tasmanica
Labidocera tasmanica is een eenoogkreeftjessoort uit de familie van de Pontellidae. De wetenschappelijke naam van de soort is voor het eerst geldig gepubliceerd in 1974 door Taw.